# Comuna de Niemce
Niemce (polaco: Gmina Niemce) é uma gminy (comuna) na Polónia, na voivodia de Lublin e no condado de Lubelski.
De acordo com os censos de 2004, a comuna tem 16 043 habitantes, com uma densidade 113,7 hab/km².

## Área
Estende-se por uma área de 141,16 km², incluindo:
- área agricola: 86%
- área florestal: 7%

## Demografia
Dados de 30 de Junho 2004:
|                      | Total   | Total | Mulheres | Mulheres | Homens  | Homens |
| -------------------- | ------- | ----- | -------- | -------- | ------- | ------ |
|                      | pessoas | %     | pessoas  | %        | pessoas | %      |
| População            | 16 043  | 100   | 8125     | 50,6     | 7918    | 49,4   |
| Densidade (pop./km²) | 113,7   | 100   | 57,6     | 57,6     | 56,1    | 56,1   |

De acordo com dados de 2002, o rendimento médio per capita ascendia a 1234,5 zł.

## Comunas vizinhas
- Garbów, Jastków, Kamionka, Lubartów, Lublin, Spiczyn, Wólka